# Кавечани
Кавечани (словац. Kavečany) — міська частина, громада округу Кошиці I (округ), Кошицький край. Кадастрова площа громади — 10.5 км².
Населення 1377 осіб (станом на 31 грудня 2020 року).

## Історія
Кавечани згадуються 1347 року.